# Аранович, Леонид Яковлевич
Леонид Яковлевич Аранович (род. 11 августа 1947, СССР) — советский и российский учёный-минералог, специалист в области физико-химической петрологии и геохимии, академик РАН (2022).

## Биография
Родился 11 августа 1947 года[где?].
В 1971 году окончил геологический факультет МГУ.
В 1989 году защитил докторскую диссертацию.
Руководит лабораторией метаморфизма и метасоматизма Института геологии рудных месторождений, петрографии, минералогии и геохимии РАН.
В 2016 году избран членом-корреспондентом РАН. В 2022 году избран академиком РАН.

## Научная деятельность
Специалист в области физико-химической петрологии и геохимии, термодинамического моделирования природных процессов.
Автор более 200 научных работ.
Один из создателей нового научного направления — количественных расчётов физических условий эндогенного минералообразования.
Научный вклад:
- создал и внедрил в практику петрологических исследований метод многоминеральной геотермобарометрии, на основе которого разработана компьютерная программа, широко используемая в петрологических работах;
- открыл и экспериментально обосновал эффект кислотно-основного взаимодействия компонентов в минералах сложного состава;
- впервые экспериментально обнаружил и количественно оценил эффект резкого понижения с ростом давления активности воды в концентрированных водно-солевых флюидах, объясняющий закономерности флюидного режима при метаморфизме и магматизме;
- разработал интегральные модели взаимодействия флюид-порода, и успешно применил их для выявления условий зарождения гранитов медленно-спрединговых океанических хребтов, что позволило впервые обосновать сложный путь химической эволюции участвовавшего в этом процессе флюида.

Ведёт преподавательскую деятельность, читает курс лекций по термодинамике породообразующих растворов для магистрантов геологического факультета МГУ.
Член редколлегии международного журнала «Journal of Geology», член Учёного совета ИГЕМ РАН и диссертационного совета при геологическом факультете МГУ.
Действительный член Российского минералогического общества.

## Общественная позиция
В феврале 2022 подписал открытое письмо российских учёных и научных журналистов с осуждением вторжения России на Украину и призывом вывести российские войска с украинской территории.

## Научные публикации
- Аранович Л. Я. Минеральные равновесия многокомпонентных твердых растворов. М., «Наука», 1991.
- Berman R.G., Aranovich L.Y. Optimized standard state and solution properties of minerals: I. Model calibration for olivine, orthopyroxene, cordierite, garnet, and ilmenite in the system FeO-MgO-CaO-Al2O3-TiO2-SiO2. Contributions to Mineralogy and Petrology, 1996, v.126, p.1-22.
- Aranovich L.Y., Berman R.G. Optimized standard state and solution properties of minerals: II. Calculation of phase diagrams and geothermobarometry applications. Contributions to Mineralogy and Petrology, 1996, v.126, p. 23-32.
- Aranovich L.Y., Newton R.C. H2O activity in concentrated NaCl solutions at high pressures and temperatures measured by the brucite-periclase equilibrium. Contributions to Mineralogy and Petrology, 1996, v.125, p.200-212.
- Aranovich L.Y., Newton R.C. Experimental determination of CO2- H2O activity-concentration relations at 600-1000oC and 6-14 kbar by reversed decarbonation and dehydration reactions. American Mineralogist, 1999 v. 84, 1319—1332.
- Aranovich L. Ya. Fluid-Mineral Equilibria and Thermodynamic Mixing Properties of Fluid Systems. Petrology, 2013, Vol. 21, No. 6, pp. 539—549.
- Aranovich L.Y. Newton R.C. Manning C.E. Brine-assisted anatexis: Experimental melting in the system haplogranite-H2O-NaCl-KCl at deep-crustal conditions. Earth and Planetary Science Letters 374 (2013) 111—120
- Aranovich L. Ya. Fluid-Mineral Equilibria and Thermodynamic Mixing Properties of Fluid Systems. Petrology, 2013, Vol. 21, No. 6, pp. 539—549.
- Moulas E., Y. Podladchikov, L. Aranovich, D. Kostopoulos. The Problem of Depth in Geology: When Pressure Does Not Translate into Depth. Petrology, 2013, Vol. 21, No. 6, pp. 527—538.
- Аранович Л. Я., Бортников Н. С., Борисов А. А. Океанический циркон как петрогенетический индикатор. Геология и геофизика, 2020, т. 61, № 5—6, с. 685—700[6]

## Награды и премии
- 2010 — Премия имени Д. С. Коржинского РАН — за серию научных работ «Термодинамика многокомпонентных породообразующих минералов и флюидов».